# Nikolaj Davydenko
Nikolaj Vladimirovič Davydenko (in russo Николай Владимирович Давыденко?; Sjevjerodonec'k, 2 giugno 1981) è un allenatore di tennis ed ex tennista russo.
In carriera si è aggiudicato in tutto 21 titoli ATP in singolare e 2 in doppio. È stato n°3 del mondo nel novembre del 2006, spingendosi per due volte in semifinale sia al Roland Garros che agli US Open e vincendo inaspettatamente anche il Masters di fine anno nel 2009. È stato tra i protagonisti del trionfo della Russia nella Coppa Davis 2006.
A causa dei numerosi infortuni, si è ritirato dall'agonismo nel 2014, all'età di 33 anni.

## Biografia
Nato nell'ex URSS da Vladimir e Tatjana nella città ucraina di Sjevjerodonec'k, Nikolaj iniziò a giocare a tennis all'età di sette anni, seguendo le orme del fratello maggiore Eduard. Insieme i due dapprima traslocano in Russia poi, nel 1996, si trasferiscono a Salmtal (Germania) per avere la possibilità di disputare più tornei senza dover ogni volta affrontare lunghe trasferte. Infatti a inizio carriera Nikolay ed Eduard non avevano molte possibilità economiche: per spostarsi da un torneo all'altro viaggiavano in treno, rigorosamente in seconda classe, e per i pasti si arrangiavano con panini acquistati nei supermercati, o mangiavano nelle mense dei circoli nei quali si svolgeva il torneo.
Mentre Eduard sceglie di intraprendere la carriera di maestro di tennis, Nikolay continua la sua scalata al professionismo, conclusasi nel 2000: da allora sarà proprio suo fratello Eduard a fargli da coach ed a seguirlo in tutti i tornei. Pur non essendo particolarmente dotato (il gioco di Davydenko, fatto di regolari scambi da fondo campo, non è cristallino come quello dei migliori talenti) Nikolay ha dimostrato che con il duro lavoro ed i sacrifici si possono raggiungere grandi risultati. Con il passare degli anni, tuttavia, il suo tasso tecnico è visibilmente migliorato. Nel sostanziale e progressivo miglioramento dei colpi fondamentali, soprattutto il suo rovescio lungolinea è diventato un colpo molto temibile. Sempre nel 2000 debutta nel circuito ATP: al torneo di Amsterdam giunge fino alle semifinali, dove viene sconfitto da Raemon Sluiter. È un esordio con il botto, ma per la consacrazione ad alti livelli bisognerà attendere il 2003: in quell'anno Nikolay vince i suoi primi tornei della carriera (Adelaide ed Estoril), chiudendo la stagione nei primi 50. Posizione che migliora di 20 lunghezze nel 2004, anno in cui Davydenko fa suoi i tornei di Monaco e Mosca. 
Nel 2005 porta a casa un solo torneo (St. Poelten), ma al Roland Garros si spinge fino alle semifinali (dove perde da Mariano Puerta, squalificato successivamente per doping). Ormai consolidata la sua classifica, Davydenko compie ulteriori progressi nel 2006: vince cinque titoli (Pörtschach, Sopot, New Haven, Mosca più il suo primo Masters Series a Parigi-Bercy), coglie le semifinali agli US Open (dove perde da Roger Federer) inoltre aiuta la Russia a vincere la sua seconda Coppa Davis. A fine anno chiude al 3º posto del ranking (dietro solo ai dominatori Roger Federer e Rafael Nadal). Il 2006 è anche l'anno del suo matrimonio con la sua compagna Irina. Il 16 ottobre 2014 comunica il ritiro dall'attività agonistica.

## Statistiche

### Singolare

#### Vittorie (21)
| Legenda                                                |
| Grande Slam (0)                                        |
| ATP World Tour Finals (1)                              |
| ATP Masters Series / ATP Masters 1000 (3)              |
| ATP International Series Gold / ATP World Tour 500 (1) |
| ATP International Series / ATP World Tour 250 (16)     |

| Legenda superfici |
| Cemento (8)       |
| Terra rossa (10)  |
| Erba (0)          |
| Sintetico (3)     |

| Numero | Data             | Torneo                                          | Superficie       | Avversario in finale  | Punteggio        |
| 1.     | 5 gennaio 2003   | South Australian Open, Adelaide                 | Cemento          | Kristof Vliegen       | 6-2, 7–6(3)      |
| 2.     | 13 aprile 2003   | Estoril Open, Estoril                           | Terra rossa      | Agustín Calleri       | 6-4, 6-3         |
| 3.     | 2 maggio 2004    | BMW Open, Monaco di Baviera (1)                 | Terra rossa      | Martin Verkerk        | 6-4, 7-5         |
| 4.     | 17 ottobre 2004  | Kremlin Cup, Mosca (1)                          | Sintetico indoor | Greg Rusedski         | 3-6, 6-3, 7-5    |
| 5.     | 22 maggio 2005   | ATP Pörtschach, Sankt Pölten (1)                | Terra rossa      | Jürgen Melzer         | 6-3, 2-6, 6-4    |
| 6.     | 28 maggio 2006   | ATP Pörtschach, Pörtschach (2)                  | Terra rossa      | Andrei Pavel          | 6-0, 6-3         |
| 7.     | 6 agosto 2006    | Orange Warsaw Open, Sopot (1)                   | Terra rossa      | Florian Mayer         | 7–6(6), 5-7, 6-4 |
| 8.     | 27 agosto 2006   | Pilot Pen Tennis, New Haven                     | Cemento          | Agustín Calleri       | 6-4, 6-3         |
| 9.     | 15 ottobre 2006  | Kremlin Cup, Mosca (2)                          | Sintetico indoor | Marat Safin           | 6-4, 5-7, 6-4    |
| 10.    | 5 novembre 2006  | BNP Paribas Masters, Parigi                     | Sintetico indoor | Dominik Hrbatý        | 6-1, 6-2, 6-2    |
| 11.    | 14 ottobre 2007  | Kremlin Cup, Mosca (3)                          | Cemento indoor   | Paul Henri Mathieu    | 7-5, 7–6(9)      |
| 12.    | 6 aprile 2008    | Sony Ericsson Open, Miami                       | Cemento          | Rafael Nadal          | 6-4, 6-2         |
| 13.    | 24 maggio 2008   | Hypo Group Tennis International, Pörtschach (3) | Terra rossa      | Juan Mónaco           | 6-2, 2-6, 6-2    |
| 14.    | 15 giugno 2008   | Orange Warsaw Open, Varsavia (2)                | Terra rossa      | Tommy Robredo         | 6-3, 6-3         |
| 15.    | 26 luglio 2009   | German Open Hamburg, Amburgo                    | Terra rossa      | Paul-Henri Mathieu    | 6-4, 6-2         |
| 16.    | 2 agosto 2009    | Croatia Open Umag, Umago                        | Terra rossa      | Juan Carlos Ferrero   | 6-3, 6-0         |
| 17.    | 4 ottobre 2009   | Malaysian Open, Kuala Lumpur                    | Cemento indoor   | Fernando Verdasco     | 6-4, 7-5         |
| 18.    | 18 ottobre 2009  | Shanghai Masters, Shanghai                      | Cemento          | Rafael Nadal          | 7–6(3), 6-3      |
| 19.    | 29 novembre 2009 | ATP World Tour Finals, Londra                   | Cemento indoor   | Juan Martín del Potro | 6-3, 6-4         |
| 20.    | 9 gennaio 2010   | Qatar Open ATP, Doha                            | Cemento          | Rafael Nadal          | 0-6, 7–6(8), 6-4 |
| 21.    | 1º maggio 2011   | BMW Open, Monaco di Baviera (2)                 | Terra rossa      | Florian Mayer         | 6-3, 3-6, 6-1    |

#### Finali perse (7)
| Numero | Data             | Torneo                                        | Superficie       | Avversario in finale | Punteggio        |
| 1.     | 19 maggio 2003   | Hypo Group Tennis International, Sankt Pölten | Terra rossa      | Andy Roddick         | 3-6, 2-6         |
| 2.     | 8 maggio 2006    | Estoril Open, Estoril (1)                     | Terra rossa      | David Nalbandian     | 3-6, 4-6         |
| 3.     | 10 luglio 2006   | Swedish Open, Båstad                          | Terra rossa      | Tommy Robredo        | 2-6, 1-6         |
| 4.     | 20 aprile 2008   | Estoril Open, Estoril (2)                     | Terra rossa      | Roger Federer        | 6-7, 2-1, rit.   |
| 5.     | 16 novembre 2008 | Tennis Masters Cup, Shanghai                  | Sintetico indoor | Novak Đoković        | 1-6, 5-7         |
| 6.     | 8 gennaio 2011   | Qatar Open ATP, Doha (1)                      | Cemento          | Roger Federer        | 3-6, 4-6         |
| 7.     | 5 gennaio 2013   | Qatar Open ATP, Doha (2)                      | Cemento          | Richard Gasquet      | 3-6, 7–6(4), 6-3 |

### Doppio

#### Vittorie (2)
| Numero | Data            | Torneo                     | Superficie     | Compagno      | Avversari in finale            | Punteggio        |
| 1.     | 4 marzo 2004    | Kremlin Cup, Mosca         | Cemento indoor | Igor' Andreev | Mahesh Bhupathi Jonas Björkman | 3-6, 6-3, 6-4    |
| 2.     | 9 febbraio 2014 | Open Sud de France, Parigi | Cemento indoor | Denis Istomin | Marc Gicquel Nicolas Mahut     | 6-4, 1-6, [10-7] |

#### Finali perse (2)
| Numero | Data            | Torneo                | Superficie     | Compagno      | Avversari in finale                  | Punteggio        |
| 1.     | 17 ottobre 2005 | Kremlin Cup, Mosca    | Cemento indoor | Igor' Andreev | Maks Mirny Michail Južnyj            | 1-6, 1-6         |
| 2.     | 9 giugno 2008   | Warsaw Open, Varsavia | Terra rossa    | Jurij Ščukin  | Mariusz Fyrstenberg Marcin Matkowski | 0-6, 6-3, [4-10] |

## Risultati in progressione
Statistiche aggiornate al definitivo
| Torneo                     | 1999 | 2000 | 2001 | 2002  | 2003  | 2004  | 2005                   | 2006                   | 2007                   | 2008                   | 2009    | 2010    | 2011    | 2012    | 2013    | 2014    | Carriera V-P |
| -------------------------- | ---- | ---- | ---- | ----- | ----- | ----- | ---------------------- | ---------------------- | ---------------------- | ---------------------- | ------- | ------- | ------- | ------- | ------- | ------- | ------------ |
| Tornei Grande Slam         |      |      |      |       |       |       |                        |                        |                        |                        |         |         |         |         |         |         |              |
| Australian Open, Melbourne | A    | A    | 2T   | 1T    | 1T    | 2T    | QF                     | QF                     | QF                     | 4T                     | A       | QF      | 1T      | 1T      | 2T      | 2T      | 23–13        |
| Open di Francia, Parigi    | A    | A    | 2T   | 2T    | 2T    | 1T    | SF                     | QF                     | SF                     | 3T                     | QF      | A       | 2T      | 1T      | 3T      | 1T      | 26–13        |
| Wimbledon, Londra          | A    | A    | A    | 1T    | 1T    | 1T    | 2T                     | 1T                     | 4T                     | 1T                     | 3T      | 2T      | 1T      | 1T      | A       | A       | 7–11         |
| US Open, New York          | A    | A    | 1T   | 2T    | 2T    | 3T    | 2T                     | SF                     | SF                     | 4T                     | 4T      | 2T      | 3T      | 2T      | 2T      | A       | 26–13        |
| Vittorie-Sconfitte         | 0–0  | 0–0  | 2–3  | 2–4   | 2–4   | 3–4   | 11–4                   | 13–4                   | 17–4                   | 8–4                    | 9–3     | 6–3     | 3-4     | 1-4     | 4-3     | 1-2     | 82–50        |
| World Tour Finals          |      |      |      |       |       |       |                        |                        |                        |                        |         |         |         |         |         |         |              |
| ATP World Tour Finals      | A    | A    | A    | A     | A     | A     | SF                     | RR                     | RR                     | F                      | V       | A       | A       | A       | A       | A       | 12–7         |
| ATP Masters 1000           |      |      |      |       |       |       |                        |                        |                        |                        |         |         |         |         |         |         |              |
| Indian Wells               | A    | A    | A    | LQ    | A     | 1T    | 2T                     | 3T                     | 4T                     | 3T                     | A       | 3T      | 2T      | 3T      | 2T      | 2T      | 9–9          |
| Miami                      | A    | A    | A    | 2T    | 1T    | 2T    | 2T                     | 4T                     | 3T                     | V                      | A       | A       | 1T      | 2T      | 2T      | 1T      | 13–10        |
| Monte Carlo                | A    | A    | LQ   | LQ    | 1T    | QF    | 3T                     | 1T                     | 2T                     | SF                     | QF      | A       | 1T      | A       | 2T      | A       | 11–9         |
| Roma                       | A    | A    | LQ   | 1T    | 2T    | 3T    | 1T                     | 3T                     | SF                     | 3T                     | 2T      | A       | 1T      | 1T      | 1T      | A       | 9–11         |
| Madrid                     | A    | A    | LQ   | A     | 1T    | A     | 3T                     | 2T                     | A                      | 2T                     | 3T      | A       | 1T      | 2T      | 1T      | A       | 4–7          |
| Montreal/Toronto           | A    | A    | A    | A     | 2T    | A     | 3T                     | 1T                     | QF                     | 3T                     | QF      | 3T      | 3T      | A       | QF      | A       | 13–9         |
| Cincinnati                 | A    | A    | A    | A     | 1T    | A     | QF                     | 1T                     | SF                     | 2T                     | 3T      | QF      | 2T      | 3T      | 2T      | A       | 13–10        |
| Shanghai                   | NH   | NH   | NH   | NH    | NH    | NH    | Non ATP Masters Series | Non ATP Masters Series | Non ATP Masters Series | Non ATP Masters Series | V       | 1T      | A       | A       | A       | A       | 5–1          |
| Parigi                     | A    | A    | A    | A     | 1T    | 2T    | QF                     | V                      | 3T                     | SF                     | 3T      | QF      | 1T      | A       | A       | A       | 15–8         |
| Amburgo                    | A    | A    | A    | LQ    | 2T    | 1T    | SF                     | QF                     | 3T                     | 3T                     | ATP 500 | ATP 500 | ATP 500 | ATP 500 | ATP 500 | ATP 500 | 10–6         |
| Vittorie-Sconfitte         | 0–0  | 0–0  | 0–0  | 1–2   | 3–8   | 7–6   | 14–9                   | 13–8                   | 13–8                   | 16–8                   | 13–5    | 6–4     | 3-7     | 6-5     | 7-7     | 1-2     | 102–78       |
| Statistiche Carriera       |      |      |      |       |       |       |                        |                        |                        |                        |         |         |         |         |         |         |              |
| Finali ATP World Tour      | 0    | 0    | 0    | 0     | 3     | 2     | 1                      | 7                      | 1                      | 5                      | 5       | 1       | 2       | 0       | 1       | 0       | 28           |
| Tornei ATP vinti           | 0    | 0    | 0    | 0     | 2     | 2     | 1                      | 5                      | 1                      | 3                      | 5       | 1       | 1       | 0       | 0       | 0       | 21           |
| Vittorie-Sconfitte         | 0–0  | 3–1  | 6–15 | 12–24 | 30–33 | 33–29 | 56–30                  | 69–29                  | 53–31                  | 56–21                  | 57–17   | 30–19   | 25-25   | 24-23   | 22-22   | 6-10    | 482–329      |
| Ranking di fine anno       | 653  | 133  | 79   | 81    | 44    | 28    | 5                      | 3                      | 4                      | 5                      | 6       | 22      | 41      | 44      | 53      | 244     | N/A          |

| Sigla | Risultato                        |
| ----- | -------------------------------- |
| V     | Vincitore                        |
| F     | Finalista                        |
| SF    | Semifinalista                    |
| QF    | Quarti di Finale                 |
| 4T    | Quarto turno                     |
| 3T    | Terzo turno                      |
| 2T    | Secondo turno                    |
| 1T    | Primo turno                      |
| RR    | Round Robin (World Finals)       |
| LQ    | Turno di Qualifica (Grande Slam) |
| NH    | Non tenutosi                     |
| A     | Assente                          |

| Legenda superfici |
| Cemento           |
| Terra rossa       |
| Erba              |